# Ángela Molina Climent
Ángela Molina Climent (Barcelona, 1962) es una filóloga e historiadora del arte española que ejerce la crítica en diversos medios españoles como desde 2001 en El País entre otros.

## Trayectoria profesional
Licenciada en Filología Española y doctora en Teoría de la Literatura y Literatura Comparada por la Universidad Autónoma de Barcelona (UAB). De 1997 a 2000 ejerció la crítica de arte y literatura en el suplemento de cultura del diario ABC. Desde 2001, colabora semanalmente en las secciones de arte y literatura de los suplementos culturales Babelia y Quadern (El País) produciendo cientos de artículos, críticas  y reportajes a nivel internacional sobre las actividades nacionales así como los principales eventos del arte contemporáneo internacionales como son las Bienales, Documentas, etc. El País contiene en su web la recopilación de los textos de sus colaboradores, en el caso de Molina son cientos los artículos, reportajes y críticas realizados semanalmente desde el año 2001.
Además colabora en publicaciones especializadas (Lars, Revista de Libros, Minerva), en ellos ejerce la crítica y realiza reportajes. Fue directora de la revista de la Bienal de Barcelona, Barcelona Art Report, desde 2008 hasta 2010. Sus colaboraciones de críticas y ensayos se han publicado en diversas revistas (LARS, Revista de Libros, Revista de Occidente, Minerva, Vanity Fair, Excelente), La máquina de las solteras (Ed. Periférica) y catálogos para exposiciones  realizadas en diversas instituciones. Es además, directora editorial de la revista Art&Co de la feria española ARCO Madrid.
Sus participaciones en congresos y simposios internacionales es asidua, tanto como organizadora como ponente, como en el Espai d’Art Contemporani de Castelló. Dirige en el año 2011 simposio internacional Los lugares de la crítica, en la Cátedra Jorge Oteiza de la (UPNA) Universidad Pública de Navarra, en esta publicación que dirige se recoge en castellano e inglés las ponencias de relevantes autores. en el Museo Reina Sofía de Madrid, en el ciclo El arte como imagen un debate crucial para el arte contemporáneo organizado por Francisco Calvo Serraler participa con la ponencia Destrucción del padre, construcción del yo.
En el año 2012, la revista "Yo dona" del diario El Mundo la nombra una de las españolas con más poder en el mundo del arte.

## Conferencia en el MUSAC
En el departamento de educación del museo MUSAC de León, transcriben la intervención de Molina el día 16 de mayo de 2012. Según sus consideraciones sobre qué es la crítica manifiesta que: 
La Crítica es un género literario, pero un género literario asociado al riesgo. La crítica se produce masivamente pero tb masivamente se ignora. Su moderna heterogeneidad y multiplicidad hace que quienes la ejercen se enfrenten a un entorno artístico enormemente plural y a una industria cultural muy segmentada, donde todo el mundo está conectado. Por tanto, el crítico independiente está aislado. Y ante la incertidumbre de las expectativas, ese crítico suficientemente bueno e independiente o termina por hacerse enemigo de todos –del sistema- o acaba adaptándose rápidamente a la situación. Se podría decir que la crítica padece cierta obsolescencia a causa de la inercia del mercado global.Hay una nueva demanda de la crítica en estos momentos de incertidumbre económica, en la que nadie o casi nadie vende. Con la llamada conmodificación del arte, la crítica de arte busca ponerse por encima de ella a través de la teoría.
Frente a aquellos que han convertido la crítica en un juego estético, en un dogma o incluso en un ingenuo método subversivo contra las instituciones, vale la pena recordar que el espíritu crítico no está orientado al acuerdo, incluso puede ser un objeto de interés progresivamente marginal.
La descarada mercantilización y comercialización de la cultura, uno de los sellos distintivos de nuestra época, ha arrastrado con ella a la crítica. Quizás sea el momento de recuperarla en su dimensión más corrosiva desde otros lugares, más allá de la página impresa.